# Plectocomia
Genre
Classification phylogénétique
Espèces de rang inférieur
- Voir le texte

Plectocomia est un genre de palmiers de la famille des Arecaceae. Il contient les espèces suivantes :
- Plectocomia assamica Griff. - Bhutan, Assam, Arunachal Pradesh, Yunnan, Myanmar
- Plectocomia billitonensis Becc. - Belitung (Sumatra)
- Plectocomia bractealis Becc.  - Assam
- Plectocomia dransfieldiana Madulid - Perak (Malaisie)
- Plectocomia elmeri Becc. - Palawan, Mindanao (Philippines)
- Plectocomia elongata Mart. ex Blume - Indochine, Bornéo, Java, Sumatra, Philippines
- Plectocomia himalayana Griff. - Népal, Sikkim, Bhoutan, Assam, Arunachal Pradesh, Yunnan, Laos, Thaïlande
- Plectocomia longistigma Madulid - Java
- Plectocomia lorzingii Madulid - Sumatra
- Plectocomia macrostachya Kurz - Myanmar
- Plectocomia microstachys Burret - Hainan
- Plectocomia mulleri Blume  - Bornéo, Malaisie
- Plectocomia pierreana Becc. - Vietnam, Cambodge, Laos, Thaïlande, Guangdong, Guangxi, Yunnan
- Plectocomia pygmaea Madulid - Kalimantan (Borneo)

## Classification
- Famille des Arecaceae
  - Sous-famille des Calamoideae
    - Tribu des Calameae
      - Sous-tribu des Plectocomiinae

Cette sous-tribu comprend aussi les genres :  Myrialepis  et  Plectocomiopsis

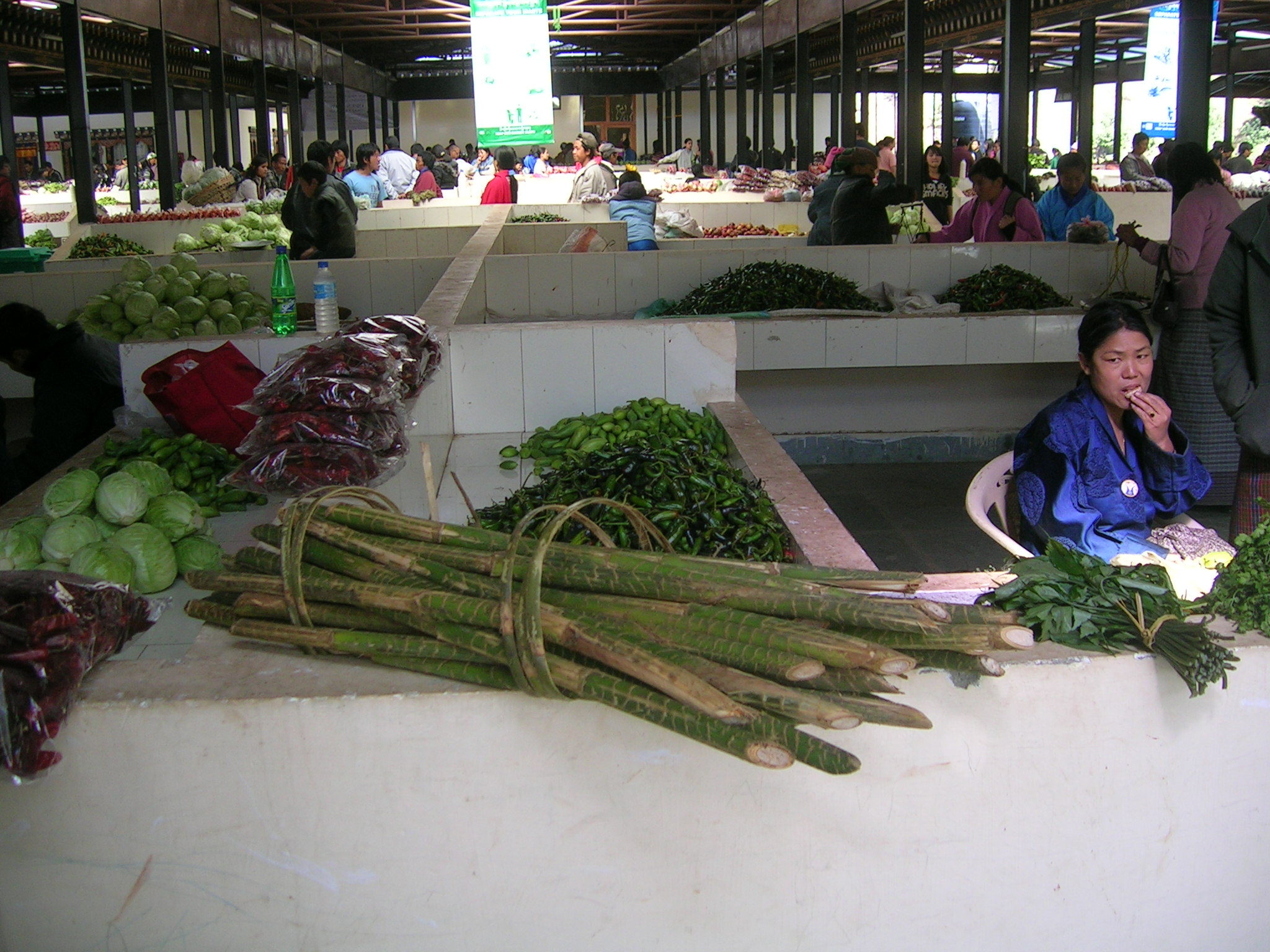
P. himalayana les tiges sont cuites et consommées comme légume au Bhoutan